# Ballószög
Ballószög är en ort i Ungern.   Den ligger i provinsen Bács-Kiskun, i den centrala delen av landet, 80 km sydost om huvudstaden Budapest. Ballószög ligger 121 meter över havet och antalet invånare är 2 753.
Terrängen runt Ballószög är mycket platt. Runt Ballószög är det tätbefolkat, med 266 invånare per kvadratkilometer. Närmaste större samhälle är Kecskemét, 10,4 km nordost om Ballószög. Trakten runt Ballószög består till största delen av jordbruksmark.